# New York Raiders
I New York Raiders sono stati una squadra di hockey su ghiaccio della World Hockey Association con sede nella città di New York, nello stato omonimo. Nacquero nel 1972 e si sciolsero nel 1973. Disputarono i loro incontri casalinghi presso il Madison Square Garden.

## Storia
I New York Raiders furono una delle formazioni fondatrici della World Hockey Association e presero parte al primo Draft della lega nel 1972;  come allenatore fu scelto Camille Henry mentre il primo giocatore ad essere selezionato fu Al Sims, tuttavia preferì rimanere in National Hockey League e firmò con i Boston Bruins.
Inizialmente la squadra avrebbe dovuto giocare nel nuovissimo Nassau Veterans Memorial Coliseum a Long Island ma la contea di Nassau non considerava la WHA una vera lega professionistica e non voleva avere a che fare in alcun modo con la dirigenza dei Raiders. In aggiunta la contea di Nassau incaricò nello stesso anno William Shea di ottenere il permesso di fondare una nuova franchigia della NHL da ospitare nel nuovo palazzetto. La NHL rispose subito permettendo la creazione di una squadra con sede a Long Island, i New York Islanders. L'accordo degli Islanders per l'uso del Coliseum non permetteva in pratica a nessun'altra squadra di potervi giocare.
Per questi motivi i Raiders furono costretti a giocare nel Madison Square Garden, dove subirono la concorrenza dei New York Rangers. In breve tempo la situazione finanziaria della squadra divenne insostenibile, con un affitto salato e una scarsa affluenza di tifosi. I tre proprietari si ritirarono e la lega subentrò al comando della franchigia a metà stagione. Al termine dell'unica stagione disputata, conclusa fuori dai playoff, la squadra cambiò proprietà diventando i New York Golden Blades.

## Record stagione per stagione
| New York Raiders |         |    |    |    |   |    |     |     |    |  |
| 1972-73          | Eastern | 78 | 33 | 43 | 2 | 68 | 303 | 334 | 6° |  |

## Record della franchigia

### Carriera
Gol: 51  Ron Ward
Assist: 67  Ron Ward
Punti: 118  Ron Ward
Minuti di penalità: 159  Hal Willis
Vittorie: 22  Pete Donnelly
Shutout: 2  Pete Donnelly
Partite giocate: 78  Ken Block,  Brian Bradley